# Anficrate (scultore)
Anficrate (fl. VI-V secolo a.C.) potrebbe essere il nome di uno scultore greco antico, forse ateniese, attivo tra la fine del VI secolo a.C. e l'inizio del V; il nome è solo ipotetico perché derivato da un passo corrotto di Plinio (Nat. hist., XXXIV, 72).
Quest'ultimo lo ricorda come autore di una statua che gli ateniesi avevano eretto in onore di un'etera la quale, essendo a conoscenza della cospirazione contro Ippia e Ipparco, fu torturata a morte dai tiranni senza rivelare alcunché. Il suo nome era Leena e gli ateniesi, non potendo apertamente onorare un'etera, eressero una statua bronzea in forma di leonessa, e per manifestare l'atto per il quale meritava di essere onorata resero la statua priva di lingua. Plinio è l'unica fonte che riporti, almeno nelle intenzioni, il nome dello scultore, ma la statua sull'acropoli di Atene è ricordata anche da altri autori come Pausania il Periegeta (I, 23, 1-2). Gli studiosi moderni suppongono che la storia narrata dalle fonti sia una leggenda nata dalla statua e non viceversa.

### Fonti primarie
- Plinio il Vecchio, Historia naturalis, XXXIV, 72
- Pausania, Periegesi della Grecia, I, XXIII, 1-2

### Fonti secondarie
- Philip Smith, Amphicrates, in William Smith (a cura di), Dictionary of Greek and Roman Biography and Mythology, vol. 1, Boston, C. Little and J. Brown, 1870,  p. 149.
- Maria Teresa Amorelli, Amphikrates, in Enciclopedia dell'arte antica classica e orientale, vol. 1, Roma, Istituto della enciclopedia italiana, 1958.